# Andrij Kostin

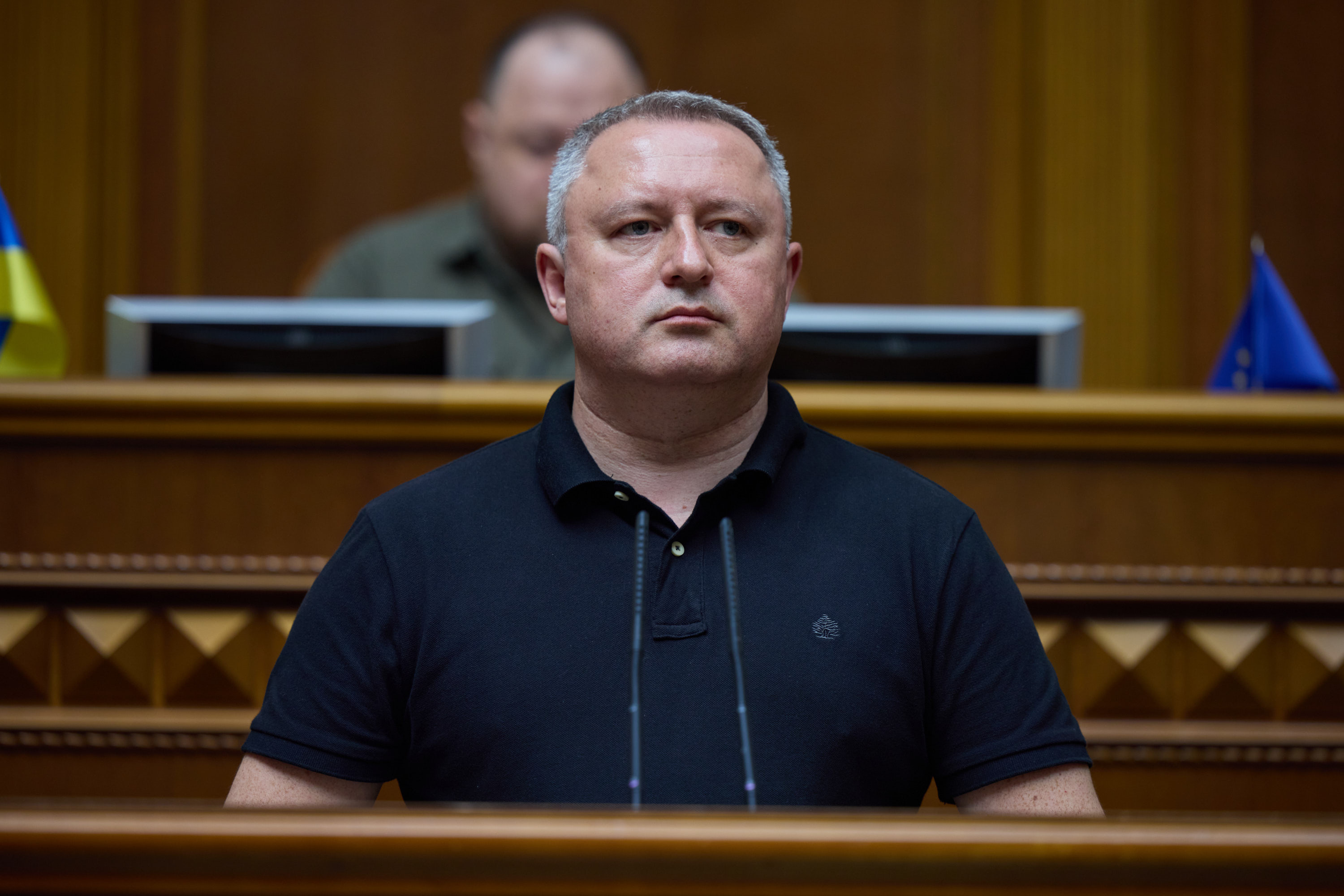
Andrij Kostin bei einer Plenarsitzung der Werchowna Rada

Andrij Jewgenjewitsch Kostin (ukrainisch Андрій Євгенович Костін; * 17. April 1973 in Odessa) ist ein ukrainischer Rechtsanwalt und Abgeordneter der Werchowna Rada.

## Leben
Kostin studierte von 1990 bis 1995 Rechtswissenschaften an der Nationalen I.-I.-Metschnikow-Universität Odessa. Er wurde 1995 als Rechtsanwalt zugelassen.
Von 1995 bis 1998 war er als Rechtsanwalt bei Polonsky & Partners in Odessa tätig. Ab 1998 wurde er stellvertretender Direktor und dann Direktor der Anwaltskanzlei Pravo. Kostin hatte mehrere Funktionen in Anwaltsorganisationen in Odessa und auf internationaler Ebene inne. Von 2013 bis 2015 war er Mitglied des Rates der International Bar Association.
Kostin war von 2019 bis 2022 Mitglied der Werchowna Rada für die Partei Sluha narodu (Diener des Volkes).
Im Jahr 2021 wurde eine Kommission zur Befragung von Kandidaten für die Leitung der ukrainischen Sonderstaatsanwaltschaft zur Korruptionsbekämpfung eingesetzt, einer Schlüsselposition für die Korruptionsbekämpfung in der Ukraine. Kostin war ein Kandidat.
Im Mai 2021 bezeichneten die zivilgesellschaftlichen Organisationen Transparency International Ukraine, Automaidan, Anti-Corruption Action Center und Dejure Kostin als einen der Kandidaten mit „erheblichen Verstößen und einer großen Diskrepanz zwischen diesem Kandidaten und den Integritätskriterien“ des Auswahlverfahrens.
Das „Offene Register der Nationalen Öffentlichen Akteure der Ukraine“ stellte fest, dass Kostins Ehefrau als Beraterin für seinen Parlamentskollegen und Ausschussmitglied Maksym Dyrdin tätig war, dessen eigene Ehefrau wiederum als Beraterin von Kostin arbeitete. Die Organisationen der Zivilgesellschaft bezeichneten dies als „mögliche Vetternwirtschaft“. Aus den Unterlagen der Werchowna Rada geht hervor, dass Kostin in den Jahren von 2019 bis 2020 eine monatliche Mietentschädigung von 1,2 Millionen Hrywnja erhielt, ohne einen Wohnsitz in Kiew zu melden. Im Jahr 2019 verkaufte Kostin zwei Wohnungen in Odessa für insgesamt 1,2 Mio. ₴, ohne den Verkauf bei der Nationalen Agentur für Korruptionsprävention (NAPC) zu melden. Kostin gehörte zu den 37 Kandidaten, die sich für ein Gespräch qualifiziert hatten. Olena Shcherban, eine Anwältin des Anti-Korruptions-Aktionszentrums, erklärte, dass Kostin nach den Kriterien der politischen Neutralität nicht wählbar gewesen wäre, da er Mitglied der Partei Sluha narodu und Leiter des rechtspolitischen Ausschusses der Werchowna Rada war. In seiner Integritätsbefragung wurde Kostin von der Kommission zu seinem Besuch auf der von russischen Sicherheitskräften besetzten Krim befragt. Nach seiner Integritätsbefragung qualifizierte sich Kostin nicht für weitere Schritte im Auswahlverfahren.
Im Juli 2021, als die Gesetzgebung zur Gründung des ukrainischen Ethikrates debattiert wurde, schlug Kostin einen Änderungsantrag vor, um das Mandat der internationalen Mitglieder des Rates von sechs Jahren, wie von der Venedig-Kommission vorgeschlagen, auf drei Jahre zu reduzieren. Sein Änderungsantrag wurde abgelehnt.
Im November 2021, als stellvertretender Vorsitzender der ukrainischen Delegation in der Trilateralen Kontaktgruppe für die Ukraine, die die Minsker Abkommen zur Beilegung des Krieges im Donbass aushandelte, erklärte Kostin, dass die russische Delegation die Verhandlungen über den Entwurf eines Gesetzes über die lokale Selbstverwaltung im Donbass nicht fortsetzen wolle.
Am 27. Juli 2022 wurde Kostin von der Werchowna Rada zum neuen Generalstaatsanwalt der Ukraine gewählt und löste damit Iryna Wenediktowa ab.
Im. November 2022 weigerte sich Kostin, ein Verfahren gegen seine frühere Parteikollegin Iryna Allakhverdieva einzuleiten, weil sie innerhalb der vorgeschriebenen Frist ein Geschenk in Höhe von 20 Millionen Hrywnja erhalten hatte.
Im Oktober 2024 trat Kostin als Generalstaatsanwalt zurück. Zuvor war bekannt geworden, dass sich dutzende Staatsanwälte durch falsche Behinderungsgrade von der Wehrpflicht befreit hatten und Invalidenrenten und andere Sonderrenten kassierten. Die Staatsanwälte hatten sich den Status teils bereits unter Selenskyjs Vorgänger Petro Poroschenko verschafft. Kostin übernahm die Verantwortung für diesen Missstand.